# Bernhard Varenius
Bernhardus Varenius (Bernhardt Varen; 1621. ili 1622. – oko 1650.), flamanski geograf. 
Ubraja se među osnivače opće geografije. Glavno djelo Geographia generalis (1650.).